# Central Hidroelétrica de Lomaum
A Central Hidrelétrica de Lomaum é uma central hidrelétrica construída no rio Catumbela, localizada na província de Benguela.
A instalação Lomaum 1 gera energia utilizando duas turbinas de 10 megawatts cada, totalizando capacidade de 20 megawatts. Já Lomaum 2 possui quatro turbinas de 15 megawatts, totalizando capacidade de 30 megawatts. Ambas, totalizam 50 megawatts.
A hidroelétrica é operada pela companhia estatal Empresa Pública de Produção de Electricidade (PRODEL-EP).
Sua base de operações está na vila de Tumbulo, no município de Cubal, em Benguela.

## Histórico
A construída de Lomaum deu-se entre 1959 e 1964, quando Angola ainda estava sob o domínio colonial português. O projeto consistia em erguer uma barragem de concreto com altura de 20 metros e 250 metros de comprimento, que resultou na formação de um pequeno reservatório com área de superfície de 0,28 km² e montante de 0,7 milhões de metros cúbicos.
Da margem esquerda do reservatório, segue-se um túnel de desvio com 1,6 km de extensão, que se transforma em um duto de água pressurizado com 0,7 km de extensão. A sala da turbina foi originalmente equipada com três turbinas Francis — duas de 10 MW e uma de 15 MW. A água residual é imediatamente devolvida ao rio.
Em 18 de janeiro de 1983, a organização rebelde UNITA realizou um ataque à Lomaum, que danificou severamente todas as estruturas da central hidroeléctrica.
Lomaum foi retomada e necessitou de grandes reparos, para as quais, em 1987, Portugal emprestou cerca de 140 milhões de dólares americanos.
Entre 2011 e 2016, a estação reformada e ganhou um pequeno aumento de capacidade, passando a ser equipada com quatro turbinas — duas de 10 MW e duas de 15 MW. Um projeto para aumentar a capacidade para 140 MW também está sendo considerado.